# Reserva do Morro Grande

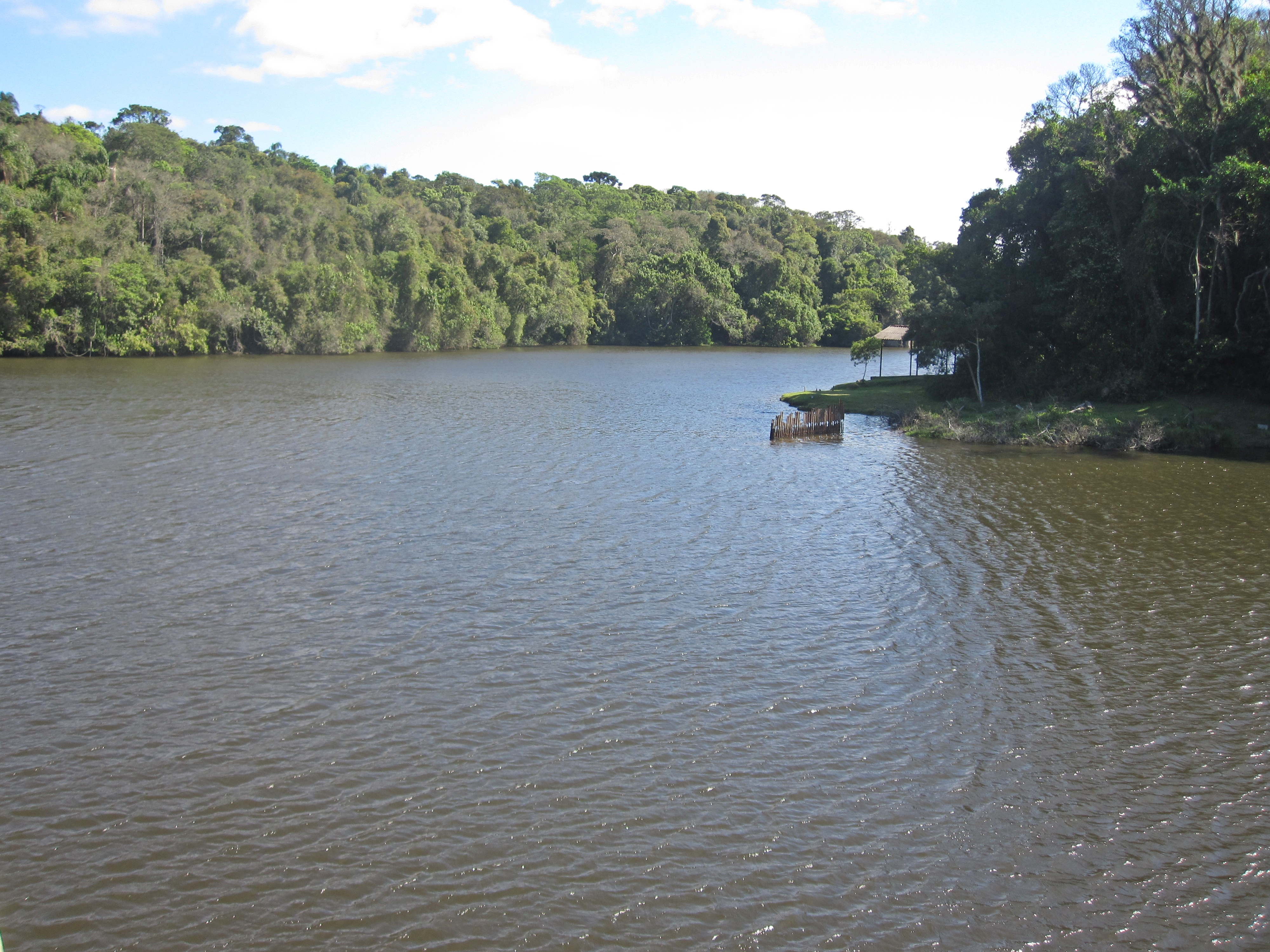
Barragem da Graça, parte do Sistema Alto Cotia, na Reserva do Morro Grande.

A Reserva do Morro Grande é o local das matas que envolvem as represas da Cachoeira das Graças e Pedro Beicht, situada nas bacias inferiores e superiores do Rio Cotia, no Estado de São Paulo.
O sistema de adução do Rio Cotia foi iniciado por volta de 1898, conforme anteprojeto do Doutor Teodoro Ramos, para fazer face à expansão do sistema de abastecimento da capital que, naquela época, era realizado com a utilização dos mananciais da Serra da Cantareira, Água Funda, e a captação das águas do Rio Tietê, na altura do Belenzinho. 
As represas da Graça (1916) e Pedro Beicht (1929), foram construídas entre 1916 - 1933, o Sistema Baixo Cotia entrou em operação após janeiro de 1963, com a inclusão das Barragens de Isolina Superior e Inferior.
O reservatório Pedro Beicht foi projetado para regularizar a vazão do Rio Cotia com sua descarga dirigida para a barragem da Cachoeira da Graça, que por sua vez vai elevar o nível de água para captação e adução, parte por gravidade e parte por bombeamento, até a Estação de Tratamento de Água Alto Cotia, de propriedade da SABESP.
A Reserva do Morro Grande foi criada pela lei 1949 de 4 de abril de 1979, compreendendo as matas ciliares, para destinação de preservação de fauna e flora e proteção aos mananciais.
A Reserva faz parte do município de Cotia, a sudoeste de São Paulo e distante 34 quilômetros do marco zero da capital, latitude S 23° 38' 58.12" e longitude W 46° 57' 45.99”.
Atualmente uma das ameaças, além de caça esportiva comprovada pela existência de inúmeros jiraus pelas diversas trilhas, é a extração ilegal de palmito e Xaxim, fazendo com que a avifauna como, araçaripoca, sabiá -pimenta, pavó e jacutinga, estejam praticamente extintos do local, que tem sua grandeza justificada pelo fato de ser uma das últimas matas originas do Planalto paulista, além de preservar as águas do Alto Cotia
A reserva possui 10.000 hectares de floresta ombrófila densa Montana , com a araucária como sua mais alta árvore